# Beterraba
A beterraba (género Beta L.) é uma planta herbácea da família das Quenopodiáceas, por Cronquist, ou das Amarantáceas, pela APG. Nome derivado do substantivo francês betterave (sendo bette a acelga, e rave nabo). O colo tuberizado serve, para além dos fins culinários, produção de açúcar (sacarose). Também existe uma variante cultivada para alimentação animal.
É comum achar que a beterraba é uma raiz, como a cenoura e a mandioca, porém o órgão de reserva é o caule, mais especificamente o colo da planta.

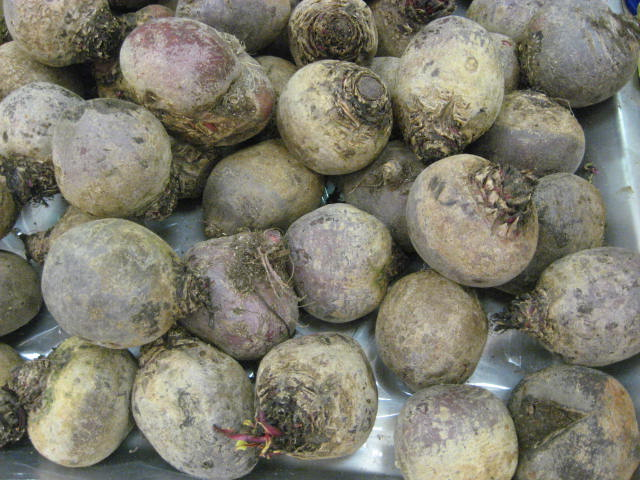
Beterraba encontrada no Rio de Janeiro

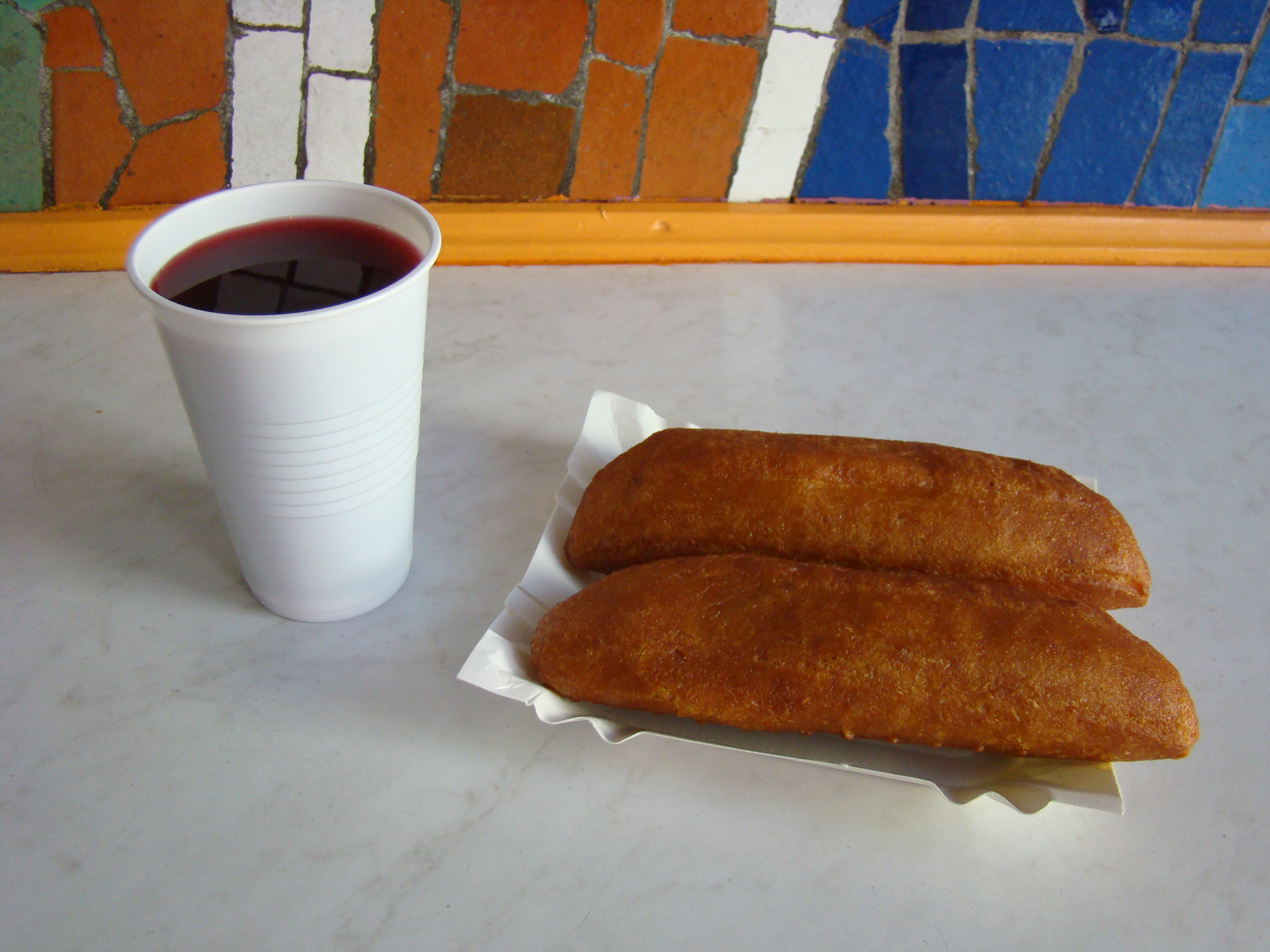
Borsch preparado com beterraba com empada de Estetino, prato local na cidade polonesa de Estetino (Szczecin)

A beterraba é rica em açúcares. Quando em condição natural, a beterraba se conserva por até uma semana, se mantida em local fresco e sombreado. Também é usada como combustível alternativo na Europa, sendo usada para a preparação de etanol. A beterraba é recomendada para situações de anemia, devido à riqueza em ferro e ácido fólico. As folhas de beterraba possuem propriedades benéficas, semelhantes às folhas do espinafre, ambas sendo utilizadas na indústria farmacêutica devido às suas qualidades terapêuticas. A beterraba tem valiosas propriedades medicinais devido ao seu elevado conteúdo de sais minerais, vitaminas e carboidratos (BALBACH e BOADIM, 1992).
Os médicos recomendam consumi-la crua, ralada, em salada. Se preferir comê-la cozida, a sugestão é cozinhá-la inteira, com casca e com 5 cm do talo, acrescentando duas colheres de vinagre na água para que mantenha intacta a cor vermelha. Tem ação neutralizadora de ácidos, auxilia a formação de glóbulos vermelhos; por ser rica em ferro e cobre, auxilia na produção de plaquetas, promove fortalecimento muscular devido à sua alta concentração de potássio e manganês, fortalece tendões e tem ação anti-inflamatória (BALBACH e BOADIM, 1992). Ela fortalece o coração, aumenta a circulação sanguínea, purifica o sangue. Quando utilizada junto com a cenoura tem ação na regulação hormonal.

## Comida

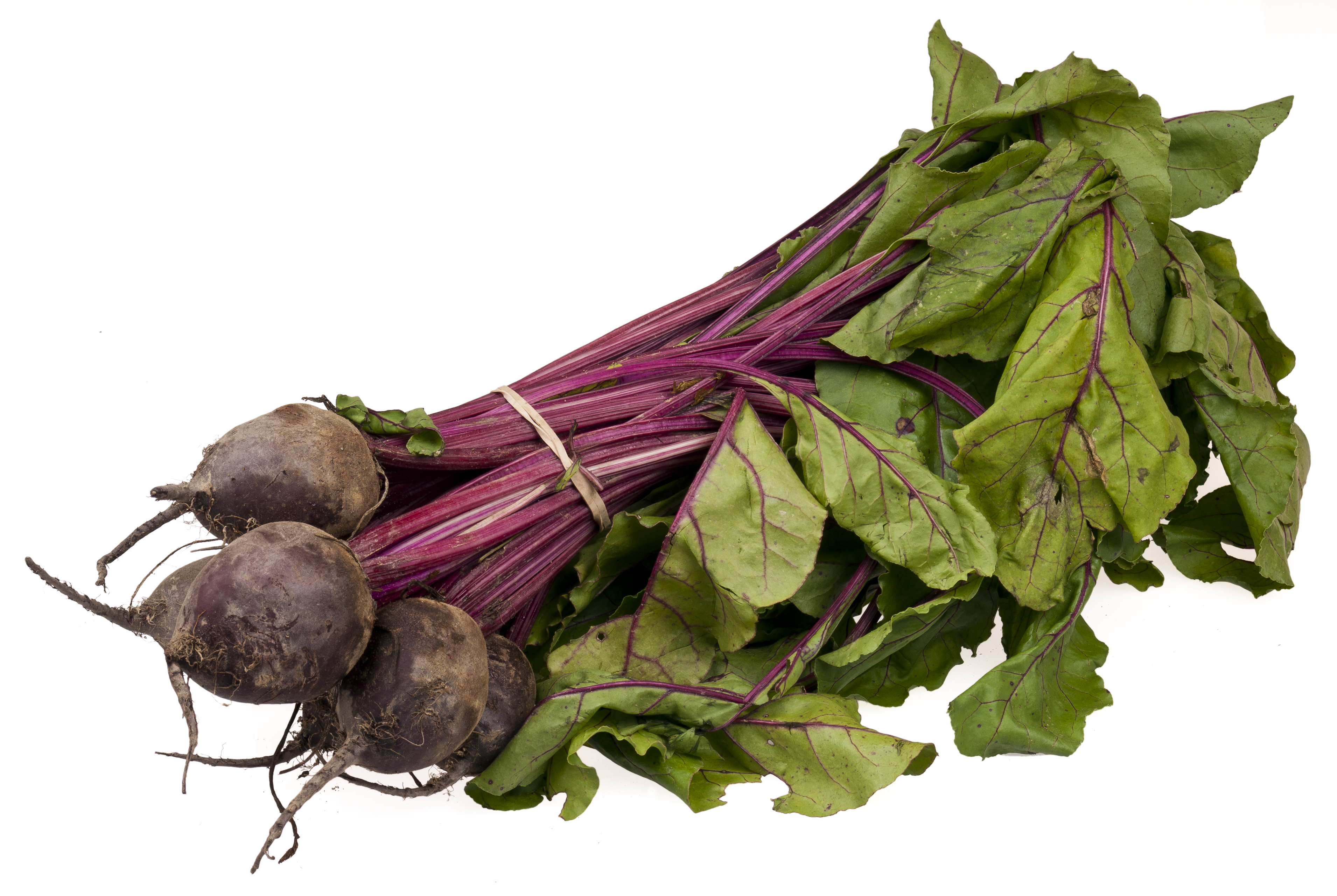
Um feixe de beterraba

Normalmente, as raízes roxas da beterraba são comidas cozidas, assadas ou cruas, sozinhas ou combinadas com qualquer salada de legumes. Uma grande parte da produção comercial é processada em beterraba fervida e esterilizada ou em pickles. Na leste europeu, a sopa de beterraba, como a borscht, é um prato popular. Na cozinha indiana, a beterraba picada, cozida e temperada é um prato comum. A beterraba amarela é cultivada em pequena escala para consumo doméstico. A porção verde e frondosa da beterraba também é comestível. As folhas novas podem ser adicionadas cruas às saladas, enquanto as folhas maduras são mais comumente servidas cozidas ou no vapor, caso em que têm sabor e textura semelhantes a espinafre. 

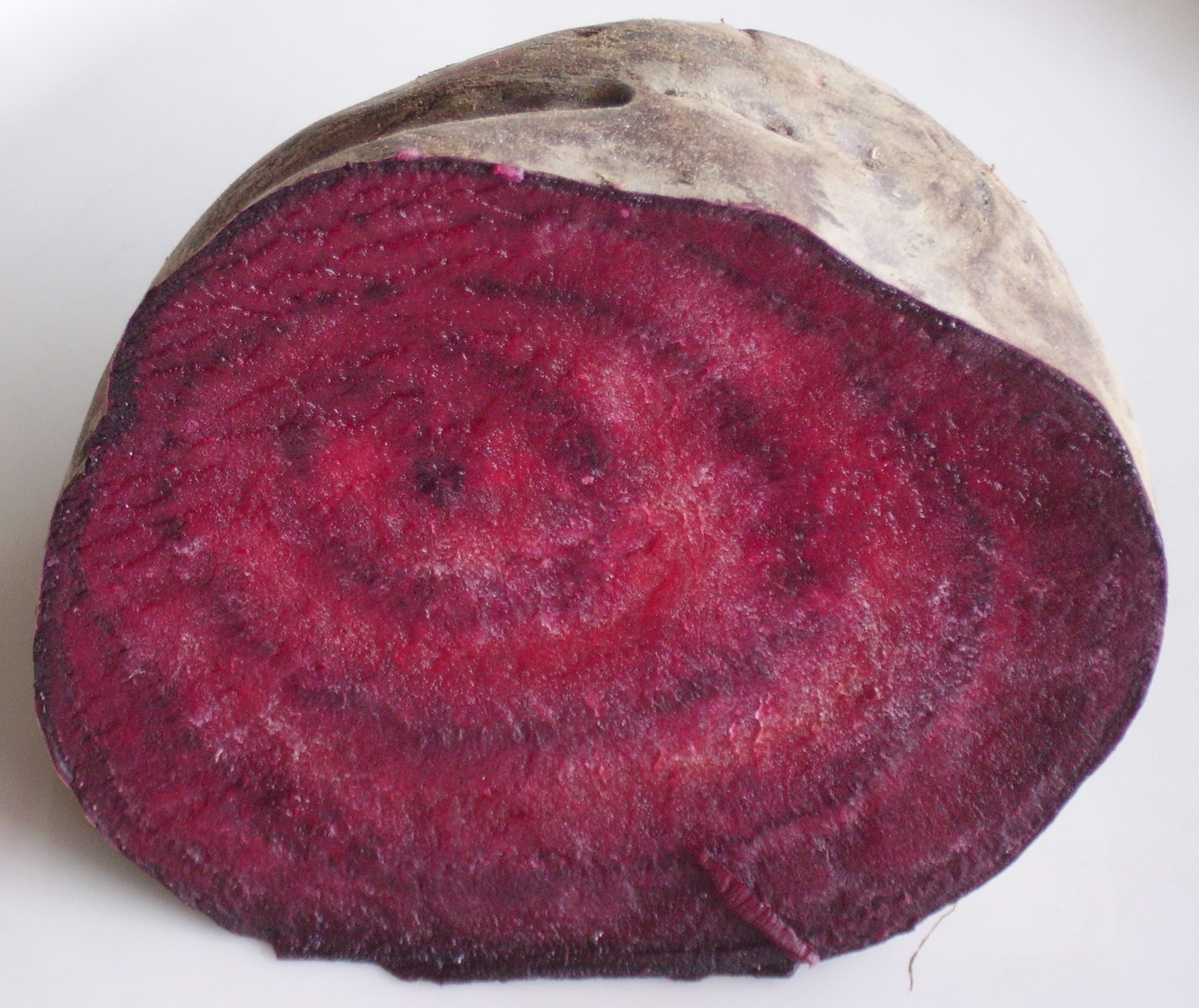
Seção através da raiz principal

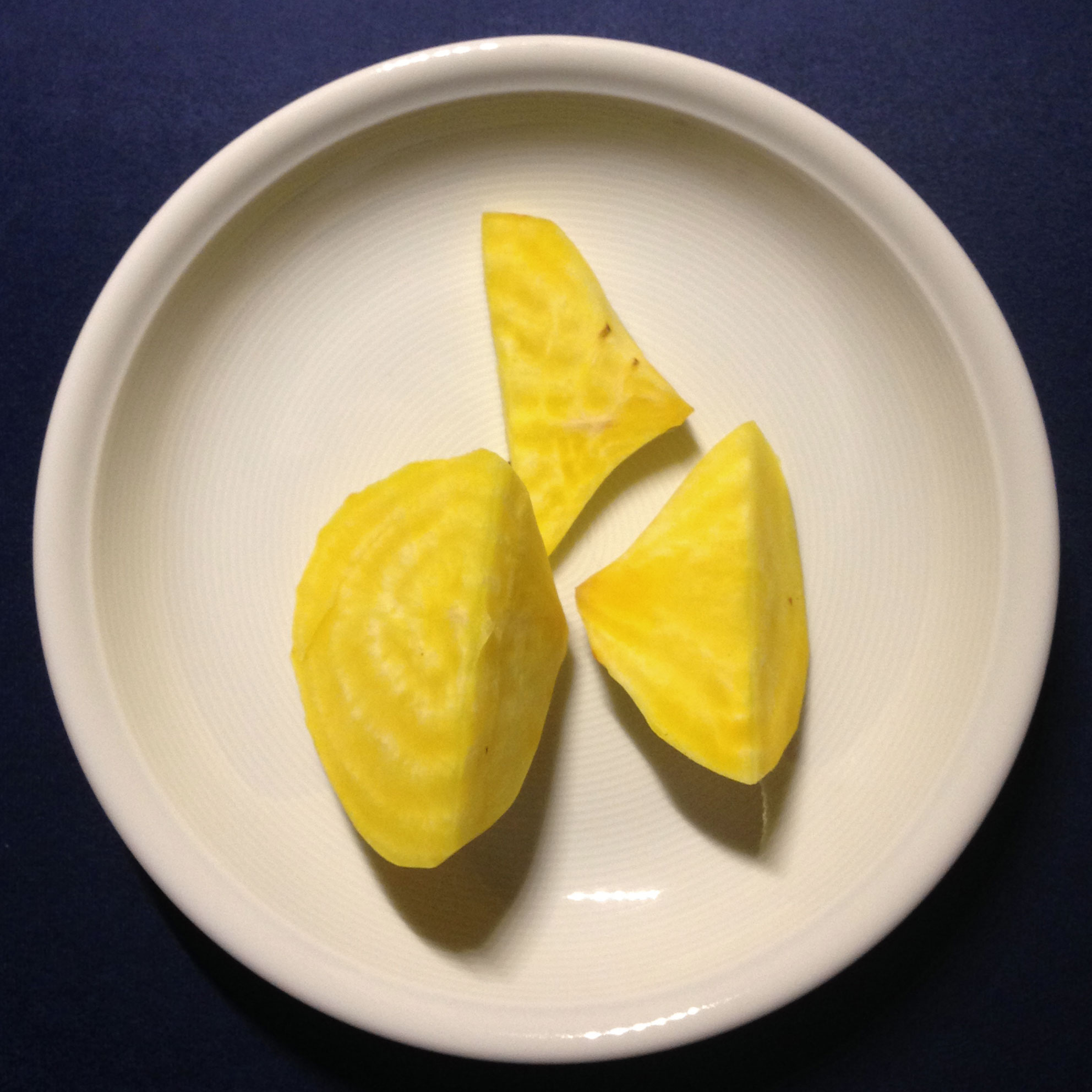
Beterraba amarela

A domesticação da beterraba pode ser rastreada até o surgimento de um alelo que permite a colheita bienal de folhas e raiz axial.
A beterraba pode ser fervida ou cozida no vapor, descascada e depois comida quente com ou sem manteiga como iguaria; cozido, em conserva e depois comido frio como condimento; ou descascado, ralado cru e depois comido como salada. A beterraba em conserva é um alimento tradicional em muitos países.
Um prato holandês da Pensilvânia tradicional é o ovo de beterraba em conserva. Ovos cozidos são refrigerados no líquido que sobrou da beterraba em conserva e deixados marinar até que os ovos adquiram uma cor rosa-avermelhada.
Na Polônia e na Ucrânia, a beterraba é combinada com raiz-forte para formar o popular ćwikła ou бурачки (burachky), que é tradicionalmente usado com frios e sanduíches, mas muitas vezes é também adicionado a uma refeição composta de carne e batatas. Da mesma forma na Sérvia, onde o popular cvekla é usado como salada de inverno, temperada com sal e vinagre com pratos de carne. Como um complemento do rábano, também é usado para produzir a variedade "vermelha" de chrain , um condimento popular na cozinha judaica, húngara , polonesa, lituana, russa e ucraniana.
Popular nos hambúrgueres australianos, uma fatia de beterraba em conserva é combinada com outros condimentos em um hambúrguer de carne bovina para fazer um hambúrguer australiano.
No norte da Alemanha, a beterraba é amassada com Labskaus ou adicionada como acompanhamento.
Quando o suco de beterraba é usado, ele é mais estável em alimentos com baixo teor de água, como sorvetes e recheios de frutas. Os Betanin s, obtidos a partir das raízes, são usados industrialmente como corantes alimentares, por ex. para intensificar a cor de pasta de tomate, molhos, sobremesas, compotas de geléias, sorvetes, doces e cereais matinais.
A beterraba também pode ser usada para fazer vinho.
Uma quantidade moderada de beterraba picada às vezes é adicionada aos picles japoneses fukujinzuke para dar cor.
A escassez de alimentos na Europa após a Primeira Guerra Mundial causou grandes dificuldades, incluindo casos de doença mangelwurzel , como os trabalhadores humanitários a chamaram. Era sintomático de comer apenas beterrabas.

Beterraba como alimento
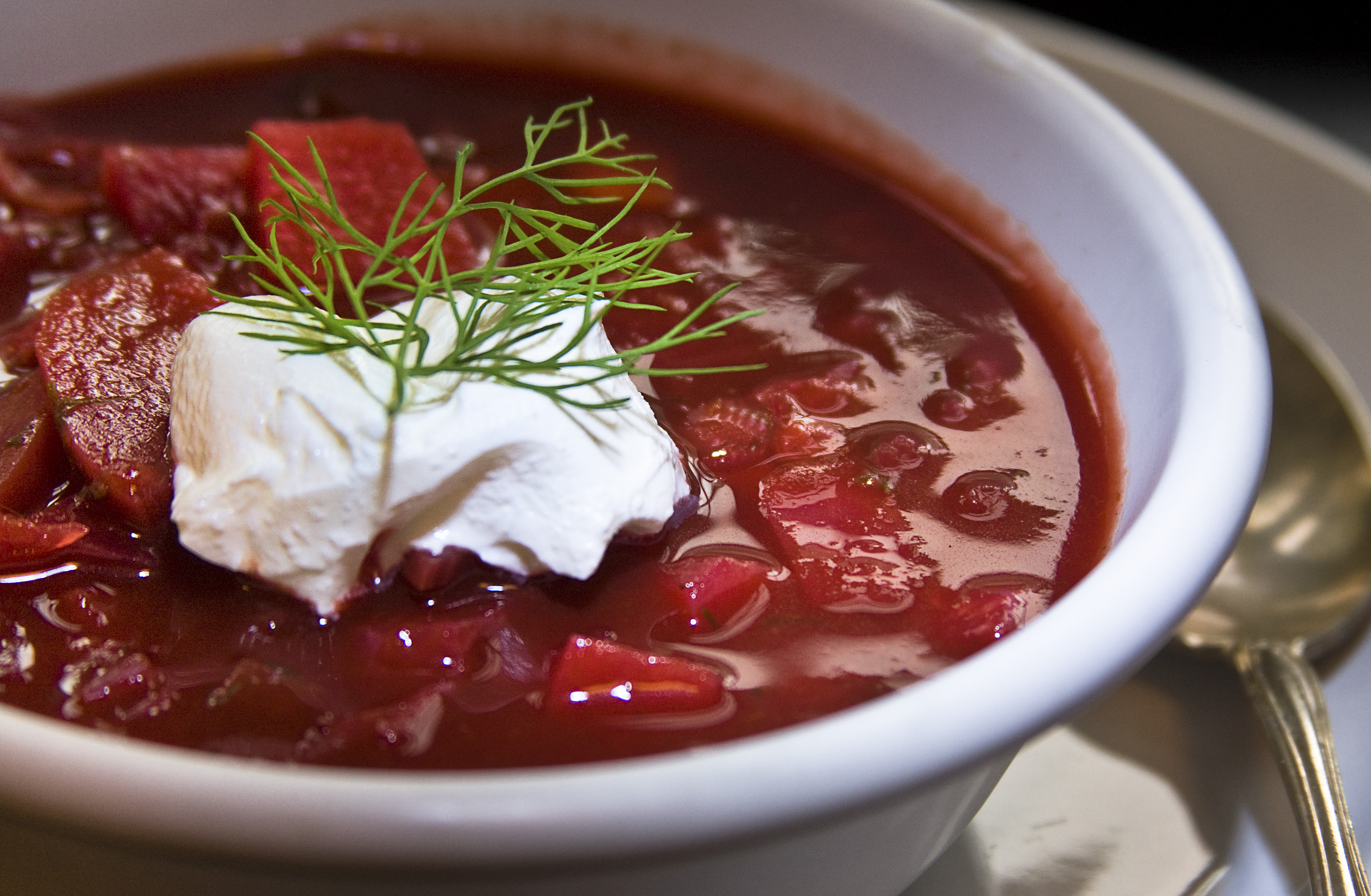
Borscht
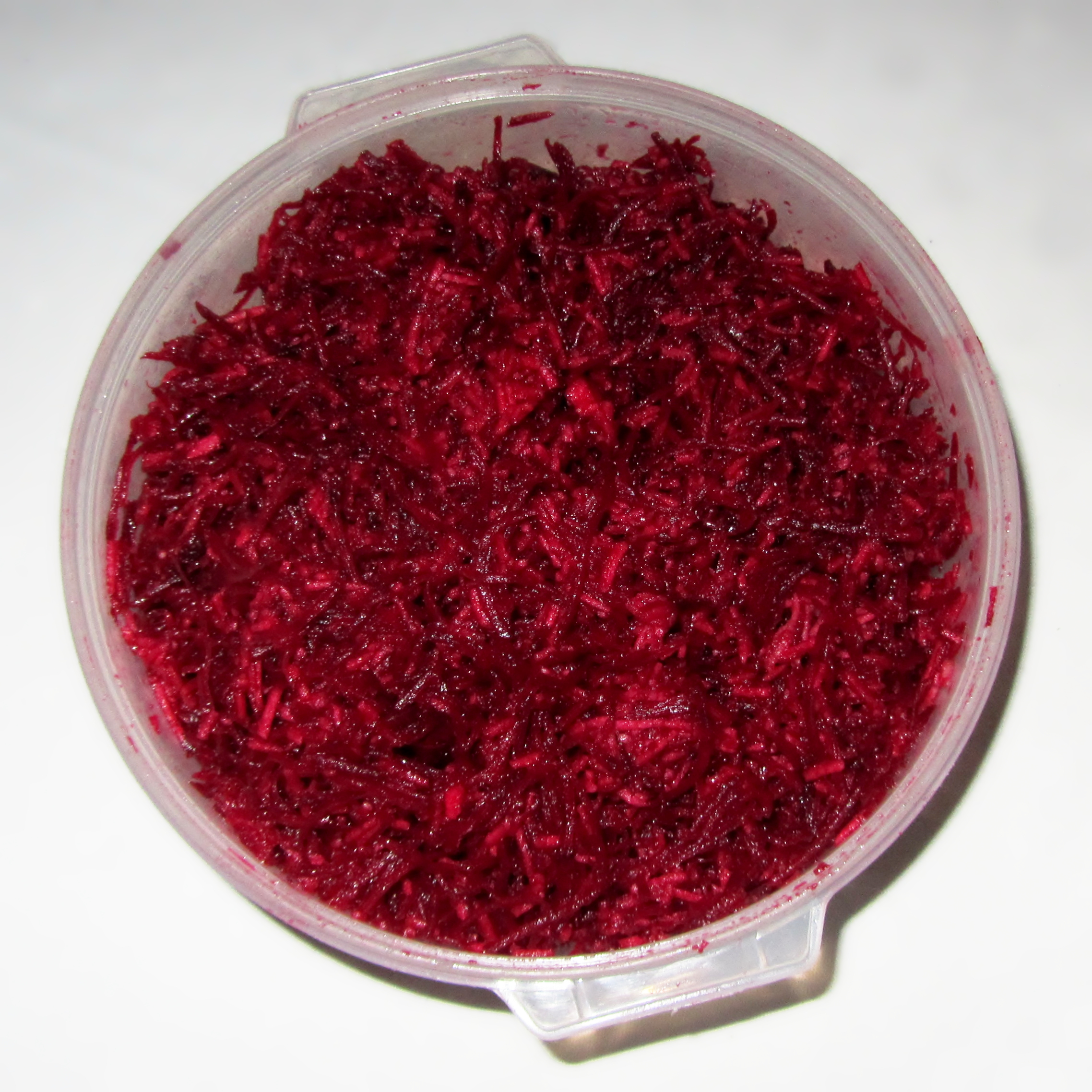
Salada de beterraba ralada e maçã
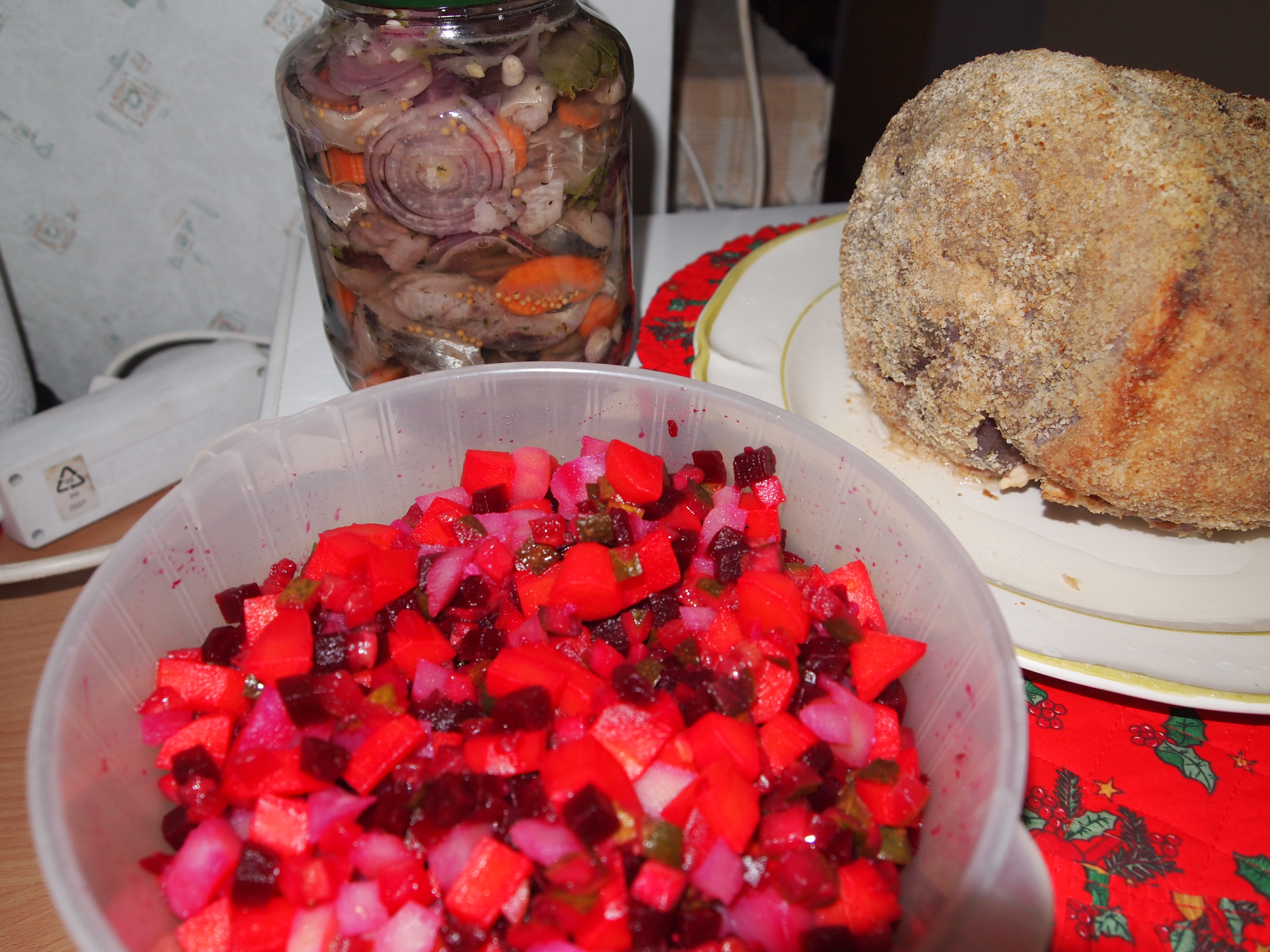
Rosolli finlandês
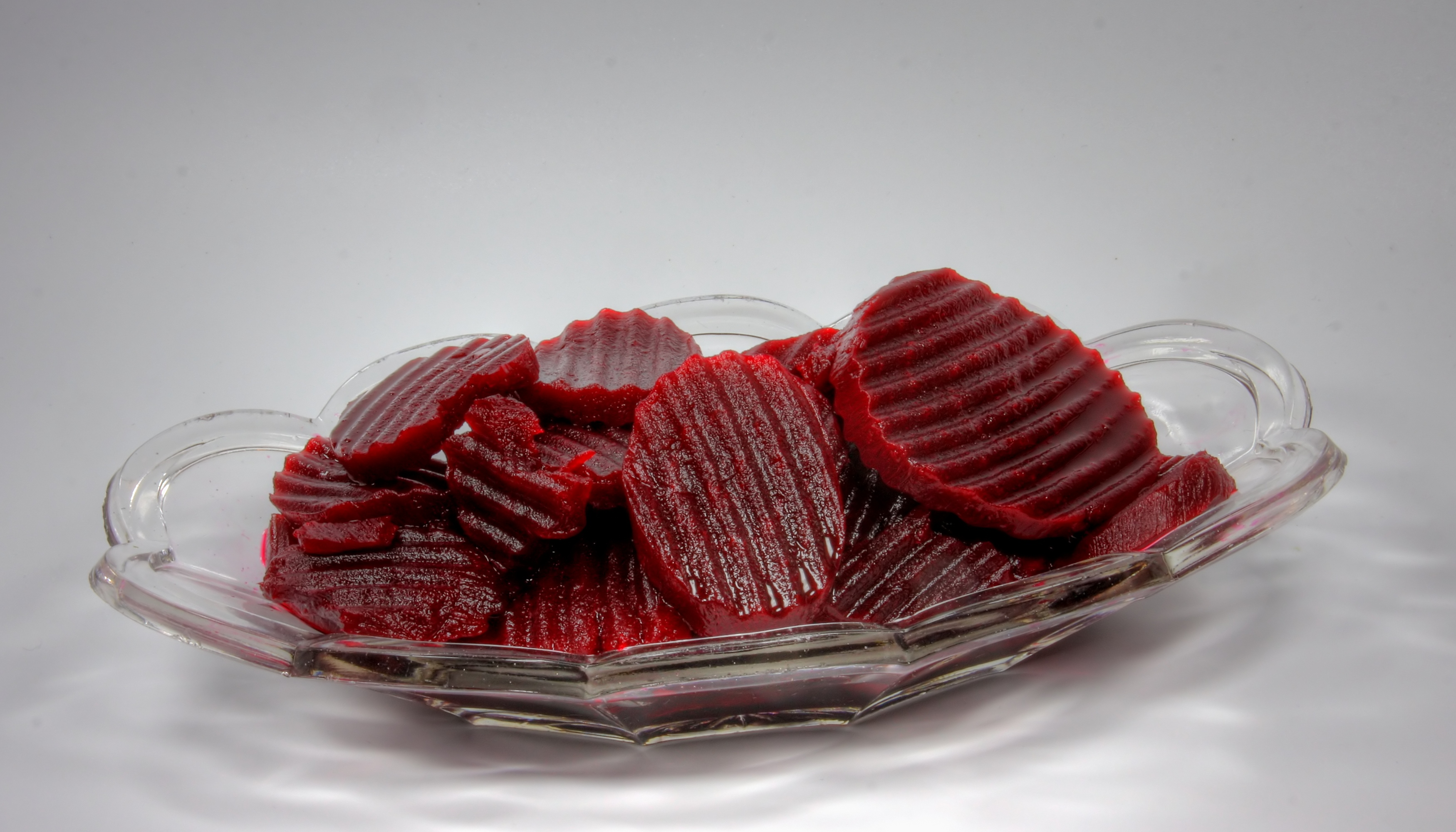
Beterraba cortada em conserva
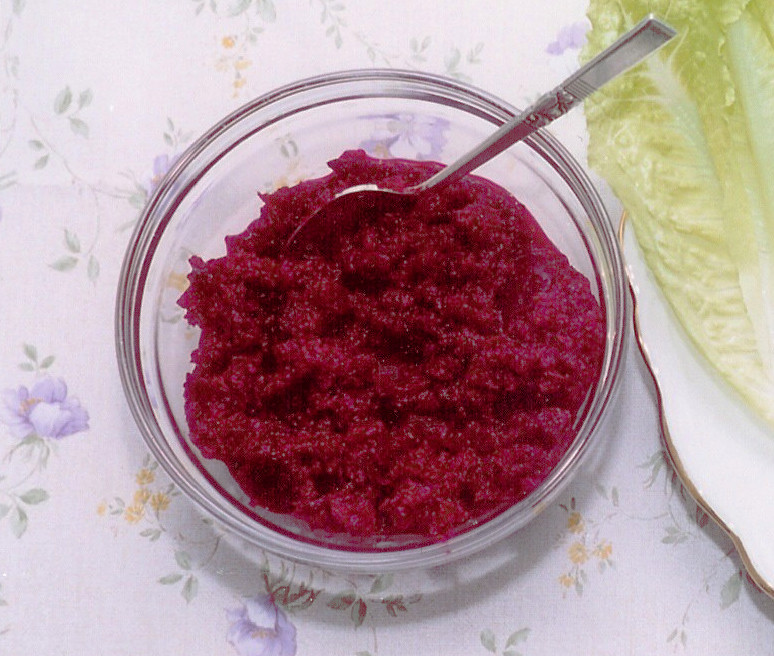
Chrain vermelho é feito com beterraba
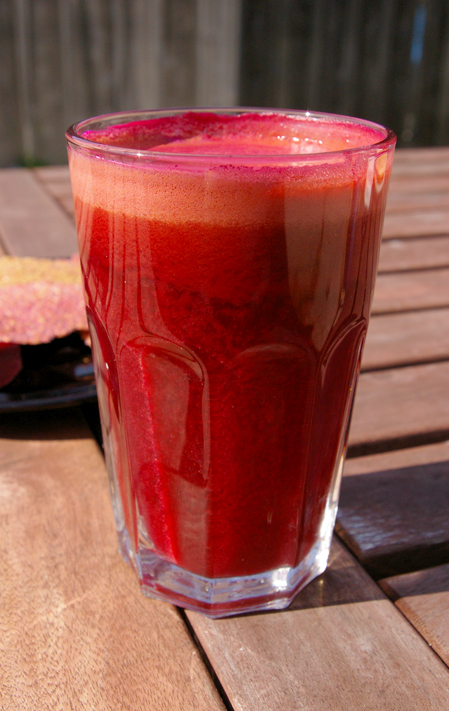
Suco de beterraba
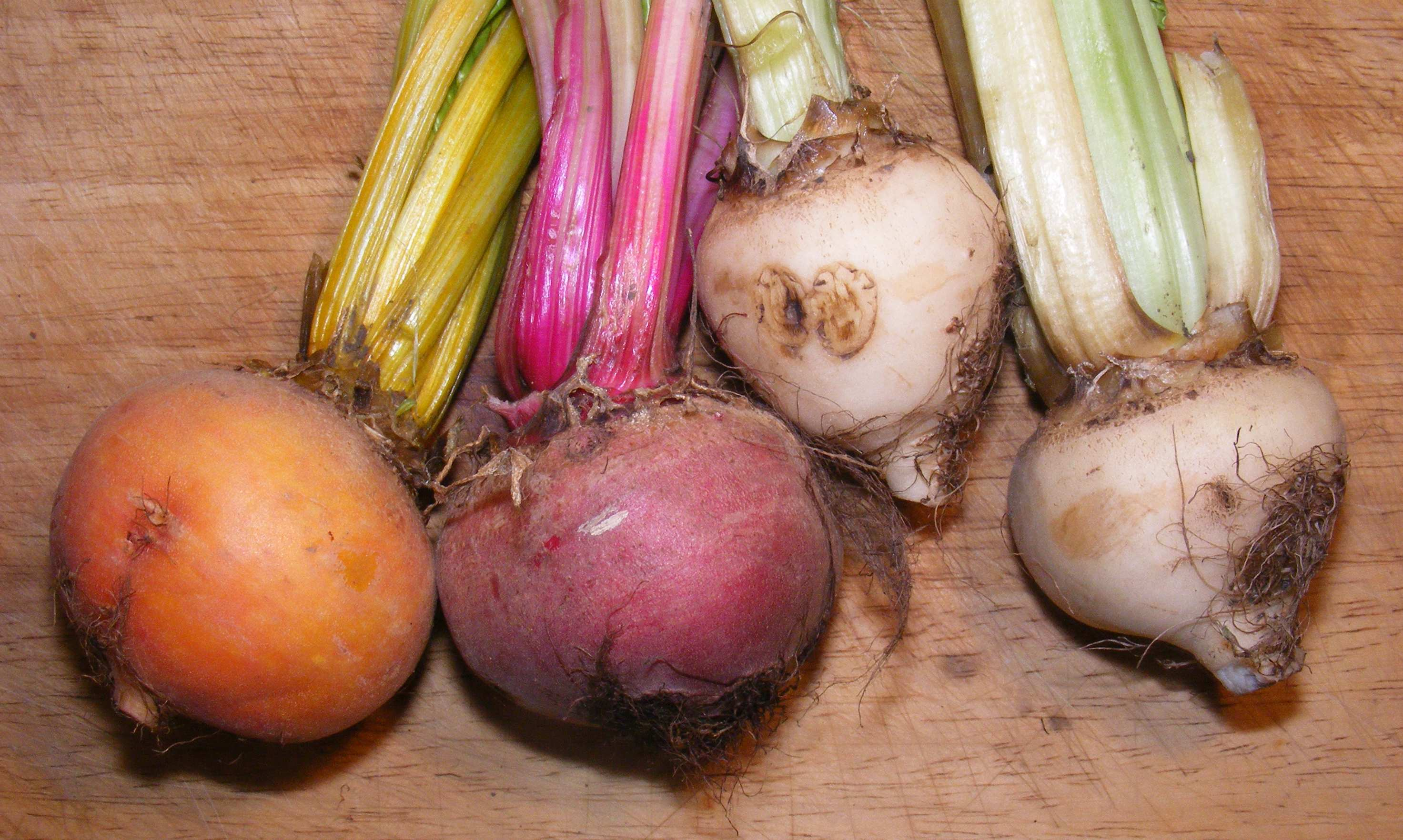
Beterraba vermelha, branca e dourada

## Espécies
- Beta adanensis A. Pamukc. ex Aellen
- Beta atriplicifolia Rouy
- Beta cicla Lineu
- Beta corolliflora Zossimovic
- Beta lomatogona Fischer & C. Meyer
- Beta macrocarpa Guss.
- Beta maritima Lineu
- Beta nana Boiss. & Heldr.
- Beta patellaris Moq.
- Beta patula Aiton
- Beta procumbens Lineu
- Beta trigyna Waldst. & Kit.
- Beta trojana Pamukc. ex Aellen
- Beta vulgaris Lineu

## Valor nutricional
- A Cada 100 gramas de beterraba contém:

- - Calorias - 50kcal
  - Proteínas - 3g
  - Gorduras - 0g
  - Vitamina A - 2 U.l.
  - Vitamina B1 (Tiamina) - 50 mcg
  - Vitamina B2 (Riboflavina) - 50 mcg
  - Vitamina B3 (Niacina) - 0,600 mg
  - Vitamina C (Ácido ascórbico) - 35,2 mg
  - Potássio - 350 mg
  - Sódio - 95 mg
  - Fósforo - 40 mg
  - Cálcio - 25 mg
  - Zinco - 0 mg
  - Ferro - 2,50 mg
  - Manganês - 0,5 mg

## Classificação do gênero
| Sistema | Classificação                    | Referência               |
| ------- | -------------------------------- | ------------------------ |
| Linné   | Classe Pentandria, ordem Digynia | Species plantarum (1753) |